# Jens Møller (stænderdeputeret)
 Der er flere personer med dette navn, se Jens Møller.
Jens Møller (29. august 1786 i København – 12. juni 1863) var en dansk provst og stænderdeputeret, far til Erik Høyer Møller og Hans Jakob Møller.

## Karriere
Han var søn af købmand Erik Møller (død 1822) og Louise Lauridsdatter, blev dimitteret fra Borgerdydskolen i København 1802 og tog teologisk embedseksamen 1807, blev 1813 kapellan hos amtsprovsten for Hindborg m.fl. herreder A.P. Bregendahl i Skive-Resen, 1821 sognepræst for Grinderslev og Grønning i Viborg Stift, hvortil 1824 Tise Sogn lagdes, 1834 tillige provst for Salling og Fjends Herreder. 1842-51 var han medlem af Viborg Amtsråd, 1844 og 1846 kongevalgt medlem af den jyske stænderforsamling. Han ægtede 1816 Cæcilie Giessing Leth (14. maj 1799 – 16. maj 1873), datter af amtsprovst Jens Høyer Leth i Skive. Han døde 12. juni 1863.

## Forfatter
Han udgav 1820 Haandbog for Præsten som gejstlig og verdslig Embedsmand. Skriftet fik en hård medfart af Kolderup-Rosenvinge, der kalder det "et fragmentarisk Agregat af nyere Lovbestemmelser, der ikke have anden indvortes Forbindelse end den, at de angaa samme Gjenstand og udvortes ere sammenknyttede ved Inddelinger og Overskrifter, der ikke sjældent ere upassende og ikke svare til Indholdet. Faa den Maade faar Læseren lige saa lidt nogen klar Oversigt over Præstens Embedsstilling i Almindelighed som fuldstændig Kundskab om de forskjellige Forretninger, Præsten har at udføre" (Maanedsskrift for Litteratur VII, 314). Det er også vist nok, at ordningen var uheldig, ligesom der var fejl i enkelthederne; men bogen afhjalp, som den var, et savn i gejstligheden. Under lidt forandret titel udkom 1834 2. og 1842-43 3. oplag. Til den sidste udgave, der var i to bind, føjedes 1851-57 et 3. og 4. bind. Hans ovennævnte søn E.H. Møller udgav den 1867 og 1879 i helt omarbejdet skikkelse.
Møller har foruden nogle gejstlige taler udgivet Forsøg til en økonomisk-statistisk Beskrivelse over Danmarks gejstlige Embeder, der ikke blev fuldendt (otte hæfter, 1835-44). Sønnen har sat ham et smukt minde i Den gamle Præstegaard.